# Echinorhynchus alcedinis
Echinorhynchus alcedinis är en hakmaskart som beskrevs av Westrumb 1821. Echinorhynchus alcedinis ingår i släktet Echinorhynchus och familjen Echinorhynchidae. Inga underarter finns listade i Catalogue of Life.